# Boti García Rodrigo
María Dolores García Rodrigo (Madrid, 30 de mayo de 1945), conocida como Boti García Rodrigo, es una activista española por los derechos LGTBI, directora general de Diversidad Sexual y Derechos LGTBI del Ministerio de Igualdad entre 2020 y 2023.
Fue presidenta de la Federación Estatal de Lesbianas, Gais, Trans y Bisexuales (FELGTB), a la que el Ayuntamiento de Madrid le otorgó la Medalla de Oro en 2018. Se define así mismo como "oveja negra desde edad temprana, maleante y peligrosa social, enamorada de Madrid y orgullosa activista LGTBI".

## Trayectoria
Es licenciada en Filosofía y Letras por la Universidad Complutense de Madrid. Ejerció la docencia durante más de una década y fue posteriormente funcionaria pública.
A mediados de los años 90 se integró en el Colectivo LGTB de Madrid COGAM, del que llegó a ser vicepresidenta y posteriormente presidenta. En 2000, se incorporó a la ejecutiva de FELGTB como responsable de relaciones institucionales, y marzo de 2012 hasta 2015 fue su presidente, sustituyendo a Antonio Poveda en el cargo. Actualmente forma parte de su Comité Consultivo.
En 2004, García acompañó a Izquierda Unida como candidata al Congreso de los Diputados con el número 6 por Madrid a petición de Gaspar Llamazares. Ese mismo año, asistió en representación de IU a la besada multitudinaria convocada por la FELGTB ante la catedral de la Almudena en la que participaron 300 homosexuales, para protestar contra la «intolerancia» de la iglesia católica y el apoyo del Partido Popular. Para las siguientes elecciones, en 2008, García repitió con IU esta vez yendo en el número 7 de la lista, y en 2011 lo hizo con Equo en el número 6, siendo la primera lesbiana, presidenta en activo de un colectivo LGTB, que ostentó ese puesto en España.
En enero de 2020 García fue nombrada directora general de Diversidad Sexual y Derechos LGTBI del Ministerio de Igualdad, dirigido por la ministra Irene Montero. Tomó posesión del cargo el 31 de enero. Cesó en diciembre de 2023.

## Reconocimientos
El 7 de abril de 2013, en la II Edición de los Premios Adriano Antinoo que entrega la asociación sevillana LGTB del mismo nombre en colaboración con la Fundación Cajasol, García fue una de las siete galardonadas, por su lucha por la igualdad y la libertad de las personas.
El 15 de mayo de 2018, en la festividad de San Isidro, la alcaldesa de Madrid, Manuela Carmena, entregó a García la Medalla de Oro como reconocimiento a su trayectoria de activismo y lucha por los derechos del colectivo LGTBI. Las otras medallas fueron otorgadas a la actriz Concha Velasco, a la ingeniera del CSIC Elena García y al equipo de hockey femenino del Club de Campo.
En 2019, se le concedió el premio estatal de Voluntariado Social en su modalidad individual.

## Vida personal
Tras una relación de diez años con la también activista Beatriz Gimeno, se casaron en diciembre de 2005, en una boda oficiada por Inés Sabanés y en la que participaron el concejal Pedro Zerolo del PSOE y Luis Asúa del PP. A la ceremonia asistieron 110 invitados entre los que estaban el coordinador general de IU, Gaspar Llamazares, la secretaria de Estado de Cooperación Internacional, Leire Pajín, el Defensor del Pueblo (ararteko) del País Vasco, Iñigo Lamarca, la escritora Almudena Grandes y el poeta Luis García Montero. Actualmente está divorciada.